# María Antier
María Antier fue una cantante de ópera francesa del siglo XVIII. Fue alumna de Marta Le Rochois, siendo más conocida por sus papeles en las óperas de Jean-Baptiste Lully. A lo largo de treinta años, canto en sesenta obras teatrales, interpretando en algunas de estas varios papeles, lo que resultó en un repertorio de unos ochenta papeles.

## Biografía y carrera
Originaria de Lyon, llegó a París a los 20 años.
Fue la primera actriz de la Ópera de París en 1720 y obtuvo el 2 de junio de 1721, una patente de música de cámara real con un pago de 1000 libras anuales, incrementada en 500 libras adicionales el 8 de agosto de 1728. Interpretó los papeles principales de la ópera francesa desde su debut en 1711 hasta su jubilación en 1741.
Ya en 1715, se le construyó una mansión privada, el Hôtel Antier, en lo que entonces eran los suburbios occidentales de París, donde ofreció suntuosas fiestas, incluyendo una memorable en 1744 en honor del rey Luis XV, quien se encontraba enfermo.
En 1726, María Antier se casó con el inspector del granero de sal, Juan Duval, recibiendo lujosos regalos de la familia real, incluyendo una tabaquera de oro con diamantes engastados, lo que demostraba la cercana relación que había. Letrista de la corte, se retiró temporalmente al convento de Chaillot alrededor de 1727, tras su tormentoso romance con Alexandre de La Pouplinière, y posteriormente se convirtió en la amante oficial del príncipe Víctor Amadeo I de Saboya-Carignano.
Canto en un repertorio que incluía:
- Medea y Jasón de Joseph François Salomon.
- Telephus y El ballet de los siglos, de André Campra.
- Las fiestas de Talía, Pirítoo, Los amores de los dioses, El ballet de los sentidos y Las gracias de Jean-Joseph Mouret.
- Los festivales de verano y Jephté de Michel Pignolet de Montéclair.
- Telémaco, Los elementos y Las estratagemas del amor de André Cardinal Destouches.
- Píramo y Tisbe, Tarsis y Julia y Scanderberg por François Rebel y François Francœur.
- Hipólito y Aricia (Phèdre, 1733), Las Indias galantes (Phani, 1735) y Cástor y Pollux (Phœbé, 1737) de Jean-Philippe Rameau.